# Parafia Świętego Krzyża w Poznaniu
Parafia pw. Świętego Krzyża w Poznaniu – rzymskokatolicka  parafia  w dekanacie Poznań - Łazarz obejmująca terytorialnie osiedle Górczyn.

## Historia parafii
Parafia została powołana do istnienia w 1929 roku. Wydzielona została z parafii Matki Boskiej Bolesnej (Łazarz) i obejmowała oprócz Górczyna, również Raszyn i Junikowo (które przedtem należało do parafii w Komornikach). Pierwszym proboszczem został ks. Władysław Skórnicki. Początkowo parafia koncentrowała się wokół kaplicy sióstr szarytek przy ul. Sielskiej. W 1931 roku tymczasowo zaadaptowano budynek przy narożu ul. Świętogórskiej i Ostrobramskiej, wybudowany w związku z Powszechną Wystawą Krajową na świątynię parafialną. Jednocześnie zakupiono działkę pod budowę nowej świątyni. Dzieje parafii sprawiły, że tymczasowy kościół funkcjonował do 1974 roku, kiedy to rozpoczęto budowę nowej świątyni. Erygowanie parafii na Górczynie stało się impulsem do rozwoju tej części miasta. M.in. dopiero w 1931 roku nadano nazwy ulicom w okolicach nowej świątyni. W 1938 roku erygowano oddzielną parafię na Junikowie.
W 1945 roku podczas zdobywania miasta Poznania przez Armię Czerwoną (Bitwa o Poznań) kościół został poważnie zniszczony na skutek pożaru wnętrza i części dachu. Pierwszy proboszcz, ks. Skórnicki zginął w Dachau w 1942 roku, dlatego też po wojnie na urząd proboszcza powołano księdza Romana Mielińskiego. Jego pierwszym zadaniem było dostosowanie ocalałej części świątyni do użytku i sprawowania w niej kultu. Starania ks. Mielińskiego zostały przerwane w wyniku aresztowania przez komunistyczne władze za działalność w Armii Krajowej w czasie wojny. Po dwuletniej posłudze ks. Stanisława Szwedzińskiego w 1951 roku pracę w parafii podjął ks. Józef Jasiński. W pierwszym rzędzie podjął starania zabezpieczenia istniejącego kościoła oraz dążenia do budowy nowej świątyni. W 1955 roku zakończono prace nad wyposażeniem kościoła. W tym czasie parafia liczyła ok. 12 tys. wiernych (w 1929 roku liczyła ok. 8 tys.). W niedzielę sprawowano sześć Mszy świętych, a rokrocznie do Pierwszej Komunii Świętej przystępowało ponad sto dzieci.
Od 1956 roku parafia podjęła starania o pozwolenia na budowę nowego kościoła na terenie Placu Zbawiciela, który należał do własności parafii. Władze miejskie nie wydały zezwolenia. Równolegle podjęto prace nad projektem kościoła. W 1957 roku powołano przy parafii komitet budowlany, którego zadaniem było m.in. gromadzenie potrzebnych środków finansowych oraz materiałów budowlanych. W latach 1958–1960 parafia wielokrotnie występowała o zgodę na budowę, proponując różne warianty i lokalizacje. Władze ludowe, zarówno na szczeblu lokalnym, jak i państwowym, piętrzyły problemy i przeszkody, sugerując konieczność budowy domów mieszkalnych i szkół, przed budową kościoła. Ponadto wielokrotnie w tym czasie zmieniano plany zagospodarowania terenu. Inicjatywa budowy kościoła zamarła na kilka lat. Parafianie oraz władze kościelne niepokoił coraz gorszy stan techniczny istniejącej świątyni przy równoczesnym rozwoju parafii i dzielnicy. Intensywna rozbudowa zachodniej części parafii (przyszłe osiedle Kopernika) zmusiły władze kościelne do zainicjowania budowy nowej świątyni w tej części miasta. Parafia znalazła się zatem w niekomfortowej sytuacji, jaką była konieczność budowy dwóch kościołów ze względu na wciąż rosnącą liczbę wiernych.
W 1971 roku został wysłany list do premiera Piotra Jaroszewicza opisujący bieżącą sytuację. W odpowiedzi parafia uzyskała zgodę jedynie na generalny remont górczyńskiego kościoła. Po licznych negocjacjach z władzami miejskimi zdecydowano się na budowę kościoła w tym samym miejscu, gdzie znajdowała się świątynia z 1931 roku. Nową-starą budowlę sakralną zaprojektował Aleksander Holas, współpracownik architekta Rogera Sławskiego. Prace budowlane rozpoczęły się w sierpniu 1974 roku.
Od samego początku w prace zaangażowały się rzesze parafian, które od trzydziestu lat czekały na ten moment. W 1975 roku plac budowy wizytował abp Luigi Poggi, hierarcha watykański delegowany do spraw rozmów z rządem polskim. Tego samego roku położono kamień węgielny. Do końca 1976 roku wybudowana została zakrystia, kaplica św. Józefa, salki oraz wieża. Stary kościół został otoczony nowymi murami, które przykrył dach. W kolejnym etapie podjęto zadanie rozbiórki starej zniszczonej świątyni. W 1978 roku rozpoczęto aranżowanie wnętrza. Z poprzedniego kościoła przeniesiono ołtarz główny, boczne ołtarze, figurę św. Antoniego oraz stacje drogi krzyżowej.
Uroczystego poświęcenia świątyni dokonał 3 grudnia 1978 roku ks. abp Jerzy Stroba, metropolita poznański. W tym samym roku podjęto starania o pozwolenie na budowę kościoła na powstającym os. Kopernika, które już wówczas liczyło 10 tys. mieszkańców. W tym przypadku zgoda została wydana zaledwie po roku. W 1980 roku rozpoczęto prace budowlane nowego kościoła. W 1984 roku z parafii górczyńskiej wydzielono parafię pw. Świętej Rodziny. Z kolei w 2003 roku północną część parafii przyłączono do nowo utworzonej parafii pw. Chrystusa Sługi (przy ul. Palacza).

## Współczesna działalność
Obecnie parafia tworzy wspólnotę mieszkańców Górczyna wyznania katolickiego w liczbie ok. 8 tys.
Przy parafii swoją działalność prowadzą grupy duszpasterskie:    
- Żywy Różaniec,
- Kościół Domowy,
- Róże Rodziców[1]
- ministranci,
- scholka dziecięca,
- schola parafialna,
- Katolickie Stowarzyszenie Młodzieży,
- Duszpasterstwo Akademickie
- Parafialny Zespół Caritas
- Droga Neokatechumenalna
- Rycerze Kolumba,
- Apostolstwo Dobrej Śmierci,
- Krąg Biblijny

Na terenie parafii znajdują się trzy żeńskie zgromadzenia zakonne:  
- siostry szarytki,
- siostry służebniczki,
- siostry klawerianki.